# Троицкое (Харьковская область)
Троицкое (укр. Троїцьке) — село, 
Шевченковский поселковый совет,
Шевченковский район,
Харьковская область.
Код КОАТУУ — 6325755108. Население по переписи 2001 года составляет 308 (148/160 м/ж) человек.

## Географическое положение
Село Троицкое находится у истоков пересыхающей реки Баба,
ниже по течению на расстоянии в 1 км расположены сёла Сазоновка и Раевка.
На реке несколько запруд.
В 2-х км проходят автомобильная дорога Р-07 и
железная дорога, станция Первомайское-Южное (Платформа 101 км).

## История
- 1922 — дата основания.

## Достопримечательности
- Братская могила советских воинов. Похоронено 24 воина.